# 닌텐도 3DS
닌텐도 3DS(영어: Nintendo 3DS)는 닌텐도가 발매한 휴대용 게임기이다. 이 게임기는 3D 안경 없이 입체 영상으로 소프트웨어를 즐길 수 있으며, 닌텐도 DS 계열의 게임기 소프트웨어와의 하위 호환이 가능하다. 또한 닌텐도 3DS는 닌텐도 DS의 후속 게임기이고, 소니의 플레이스테이션 비타와 경쟁을 벌였다.
닌텐도 3DS는 E3 2010에서 처음으로 발표되었으며, 최종 모델은 2010년 9월 29일 닌텐도 컨퍼런스에서 발표되었다. 발매일은 2011년 2월 24일(일본), 가격은 2만 5000엔으로 확정되었다. 하지만 닌텐도(일본)에서 가격을 2011년 8월 11일부터, 1만 5000엔으로 인하하였다. 대한민국에는 2012년 4월 28일 정식 발매했으며 가격은 22만 원이다. 하지만 한국도 마찬가지로 닌텐도(한국)에서 가격을 2013년 4월 18일부터, 뉴 슈퍼 마리오브라더스 2를 SD카드에 포함해 160,000원으로 인하하였다. 중국, 한국, 대만, 홍콩은 모든 닌텐도 시리즈에 닌텐도 존(Nintendo Zone)이 없고, 일본, 유럽 연합, 미국에는 있다.

## 역사

### 대한민국 발매
2012년 3월 7일 한국닌텐도는 닌텐도 DS 시리즈의 후속 모델인 닌텐도 3DS를 다음달 『슈퍼 마리오 3D랜드』와 함께 정식 발매한다고 발표했다. 그리고 닌텐도 3DS의 발매에 앞서 서울 삼성동 코엑스몰에서 '닌텐도 월드 2012'를 개최해서 해당 게임기를 미리 체험할 수 있는 기회를 주는 것과 더불어 『슈퍼 마리오 3D랜드』를 최대한 빨리 클리어해 경쟁을 하는 타임어택 이벤트도 열었다.
2012년 4월 28일 한국닌텐도는 《슈퍼 마리오 3D랜드》, 《철권 3D 프라임 에디션》, 《 전국민 모델 오디션 슈퍼스타2》과 함께 닌텐도 3DS를 대한민국에 정식 발매했다.

## List of Nintendo Handheld Game Eras
- Game & Watch (1983)
- GB (1989)
- GBC (1996)
- GBA (2001)
- DS (2003)
- 2DS (2007)
- 3DS (2011)
- NX (2017)
- NX2 (2025)

## 주요 기능

### 3D 디스플레이
닌텐도 3DS는 3D스크린을 통해 캐릭터가 튀어나와 보이거나, 화면 안쪽의 공간감을 느낄 수 있는 등 3D 영상으로 게임을 플레이할 수 있다. 입체 화면을 보는 데에 3D 안경을 필요로 하지 않으며, 입체감의 개인차에 따라 게임기 위쪽 화면 오른쪽에 달려있는 '3D 볼륨'으로 입체감의 강도를 조절할 수 있다. 또한, 3D 볼륨을 끝까지 내리면 2D로 변경된다. 이는 LG전자의 안드로이드 스마트폰 옵티머스 3D와 같은 원리로 작동된다.
피곤하거나 컨디션이 좋지 않은 경우, 또한 불쾌감을 느끼는 경우 사용을 자제해야 한다. 특히, 6세 이하의 어린이의 경우 눈의 성장에 대한 악영향을 방지하기 위해 닌텐도 측에서는 2D 표시로 전환하고 보호자에게 '청소년 보호 기능'을 활용할 것을 권고하고 있다.

### Mii
게임기 내에서 Mii라는 아바타를 만들 수 있다. 또한 3DS에 기본적으로 내장되어있는 Mii 스튜디오를 통해 자신의 얼굴을 촬영하여 쉽게 자신만의 아바타를 만들 수 있다. 다른 사람과의 통신을 통해 자신의 Mii를 보내거나 상대방의 Mii를 받는 것이 가능하며, Wii의 'Mii 채널'로부터 Mii를 데려올 수도 있다. Mii 스튜디오에서 QR 코드를 생성해서 Mii를 저장할 수도 있다.

### 닌텐도 DS 브라우저
무선 인터넷을 무료로 이용할 수 있는 닌텐도 DS 브라우저가 2.0.0 버전으로 업데이트되면서 2011년 6월(북미), 그리고 7월(일본, 유럽)에서 사용 가능하게 되었다. 대한민국에는 4.2.0-5K 버전으로의 업데이트를 통해 지원하게 된다.

### 증강 현실

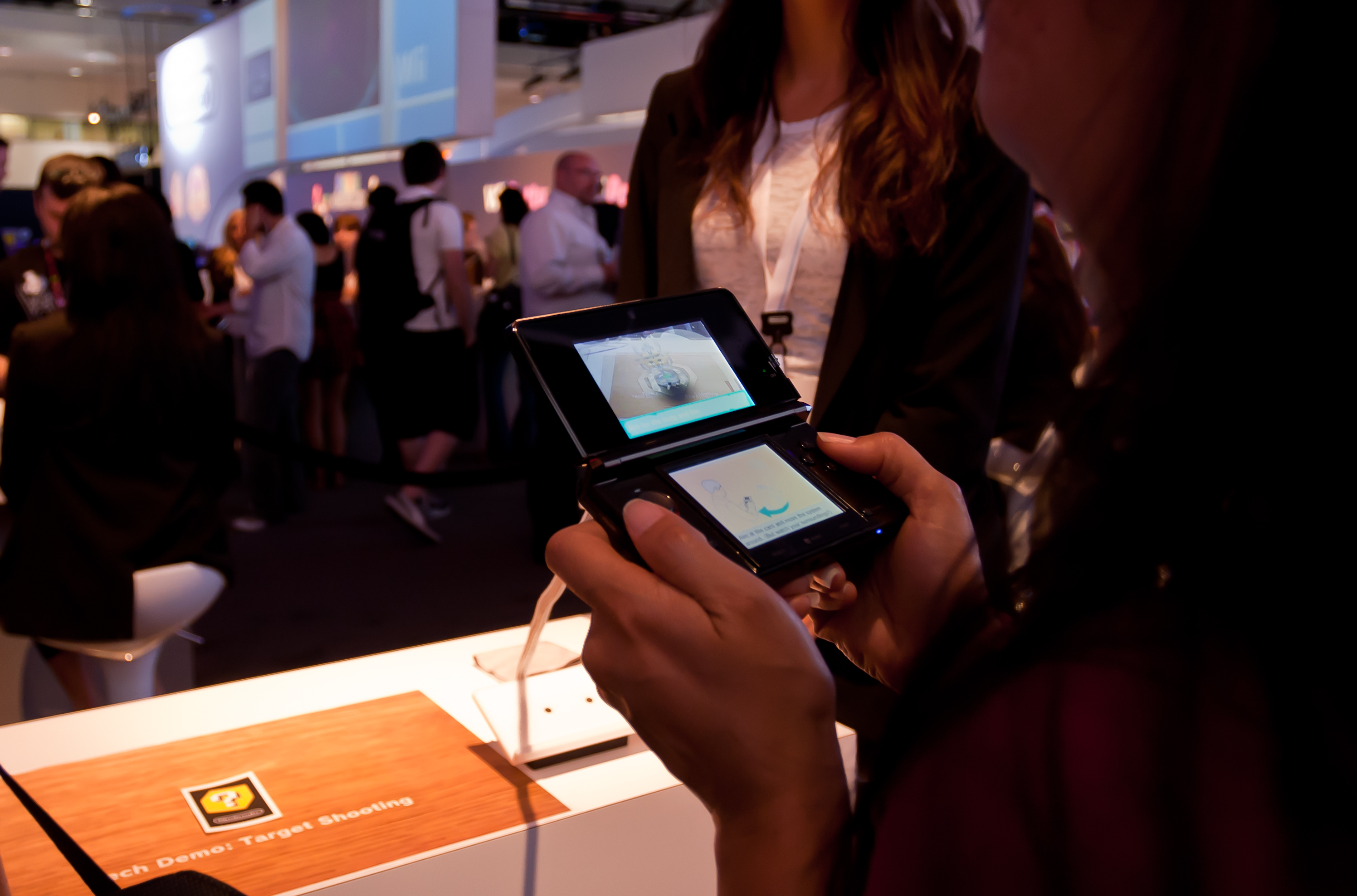
E3 2010에서 공개된 증강 현실 게임.

몇몇 게임에서는 증강현실을 지원한다. 예를 들어 본체 내장 소프트웨어인 『AR 게임즈』는 카메라를 통해 AR 카드를 인식하여 현실을 화면으로 불러와 게임을 할 수 있다.

### 청소년 보호 기능
닌텐도 3DS에서는 보호자가 어린이 및 청소년의 여건을 고려해 일부 기능의 사용을 제한할 수 있는 기능이다. 제한할 수 있는 기능에는 게임 이용 제한, 인터넷 브라우저의 사용, 닌텐도 e숍에서 제품 구입, 다른 유저와의 인터넷 및 엇갈림 통신이 있다. 특히 6세 이하의 어린이가 플레이할 경우 청소년 보호 기능을 통해 화면의 3D 표시를 해제시킬 수 있다. 비밀번호를 모르면 이 기능을 해제할 수 없으며 고객센터에 문의하여 해제해야 한다.

### 카메라
닌텐도 3DS에는 본체 앞쪽에 1개, 뒤쪽에 2개, 총 3개의 카메라가 부착되어 있어 3D 이미지를 촬영할 수 있다. 단, 내부 카메라로는 3D 이미지로 촬영할 수는 없다. 3DS로 촬영된 이미지는 3D 깊이, 색상 등의 설정을 줄 수 있다. 해외 기준으로 2011년 12월 6일, 닌텐도 3DS로 10분 길이의 3D 영화를 촬영할 수 있는 기능이 추가 되었다.

### 기타
- 기본 내장 소프트웨어: 닌텐도 3DS 카메라, 닌텐도 3DS 사운드, Mii 스튜디오, 엇갈림 Mii 광장, AR 게임즈, 얼굴 슈팅, 게임 메모, 인터넷 브라우저 등의 기본 내장 소프트웨어가 제공된다.
- 아날로그 패드: 왼쪽 상단에 원 모양의 아날로그 패드가 자리잡아 있으며, 9개의 방향으로 움직인다. 확장 패드(별매)를 장착하면 게임에 따라서 사용할 수 있다.
- 엇갈림 통신/태그모드: 닌텐도 3DS는 슬립모드일 때 주변에 있는 3DS와 자동적으로 엇갈림 통신을 진행하여 게임에 관한 여러 정보나 다른 사람의 Mii가 교환된다.
- 닌텐도 eShop: 닌텐도 3DS의 두 번째 업데이트로 생겨난 이 다운로드 서비스에는 여러 가지 컨텐츠들을 닌텐도의 SD카드로 저장되어 사용하는 편리한 기능도 추가되었다.
- 데이터 전송/하위 호환: 이미 구매한 소프트웨어를 3DS에 가져올 수 있으며, DSi웨어를 3DS로 옮길 수 있다. 3DS에서 DS와 DSi소프트웨어를 플레이할 수 있다. 단 일부 DSi 웨어의 경우 하위 호환을 지원하지 않는다.
- 불법 기기 차단 기능: 불법 기기를 닌텐도 3DS에서 구동할 경우 불법 기기의 구동 이력이 3DS에 남게 된다. 사용자는 구동 이력을 삭제할 수 없으며 펌웨어 업데이트중 고장, A/S 불가 등 불이익이 온다.
- 그 밖의 기능들: 3DS 본체의 HOME 버튼을 누르면 게임을 종료하지 않고도 인터넷 브라우저나 공지사항을 볼 수 있으며, 다시 HOME 버튼을 누르면 게임으로 돌아온다. 3DS의 엇갈림 통신 기능으로 슬립 모드일 때 3DS는 자동적으로 닌텐도 존이나 Wireless Access Point를 찾게 되며, 이를 통해서 정보를 수집하거나, 무료 게임, 비디오 등을 인터넷에서 자동적으로 얻게 된다.(이는 절전 모드에서 실행된다)

## 콘솔 별 타이틀 수
| 휴대 콘솔         | 닌텐도 DS | 닌텐도 3DS    | PSP          | PS VITA |
| ----------------- | --------- | ------------- | ------------ | ------- |
| 타이틀 수         | 1,980     | 1,338         | 1,336        | 1,524   |
| 거치형/하이브리드 | PS5       | 닌텐도 스위치 | 엑스박스 원  | PS4     |
| 타이틀 수         | 38        | 2,576         | 2,535        | 2,727   |
| 거치형/하이브리드 | Wii       | PS2           | 엑스박스 360 | PS3     |
| 타이틀 수         | 1,546     | 4,489         | 2,086        | 761     |

## 같이 보기
- 닌텐도 3DS 소프트웨어 목록